# Natori Acusi
Natori Acusi (Szaitama, 1961. november 12. –) japán válogatott labdarúgó.
A japán U20-as válogatott tagjaként részt vett az 1979-es ifjúsági labdarúgó-világbajnokságon.

## Statisztika
| Japán válogatott | Japán válogatott | Japán válogatott |
| Időszak          | Mérk.            | gól              |
| ---------------- | ---------------- | ---------------- |
| 1988             | 1                | 0                |
| 1989             | 5                | 0                |
| Összesen         | 6                | 0                |